# Гунько, Дмитрий Иванович
Дми́трий Ива́нович Гунько́ (род. 1 марта 1976, Москва) — российский футболист, защитник, после завершения карьеры — тренер. Большую часть тренерской карьеры провёл в системе московского «Спартака».

## Биография
Родился 1 марта 1976 года в Москве. Отец Иван Гунько родом из Нарткалы. Предки по отцу — украинцы из донских казаков. Мать — армянка, корнями из города Арарат. Девичья фамилия матери Геворкян. В 2023 году, благодаря армянским корням, получил армянское гражданство по упрощённой программе.
Гунько, Артемий Дмитриевич — сын, футболист.

## Клубная карьера
Воспитанник футбольной школы московского «Спартака», однако за родной клуб не провёл ни одного матча из-за постоянных травм. В 1996 году все игроки из дубля перешли большой группой в основной состав. И именно тот год Гунько пропустил, не играя девять месяцев, из-за проблем с паховыми кольцами. Тогда и был упущен единственный шанс выйти на высокий уровень, по мнению Гунько. За дубль «Спартака» начал стабильно играть только в 1997—1998 годах. После играл за клубы «Тюмень», «Спартак-Чукотка», владимирское «Торпедо», тульский «Арсенал».

## Тренерская карьера
После завершения игровой карьеры пробовал себя в журналистике — писал в «Советский спорт», но в итоге перешёл на тренерскую работу.
В 2006 году начал работать в Академии московского «Спартака». С 2008 по 2012 год был наставником молодёжного состава «Спартака». За этот период дважды приводил команду к чемпионству. Возглавлял молодёжную команду в первой половине сезона 2012/13, по окончании которого, наряду со своим сменщиком Василием Кульковым, получил третью золотую медаль в качестве наставника победителей. 10 января 2013 года вошёл в тренерский штаб первой команды, став ассистентом Валерия Карпина. 25 июля 2013 года, после отставки Кулькова, Гунько был назначен исполняющим обязанности главного тренера молодёжной команды «Спартака» до назначения нового тренера. 29 июля, после утверждения главным тренером Андрея Пятницкого, стал куратором всех молодёжных команд «Спартака».
18 марта 2014 года, после увольнения Валерия Карпина, был назначен исполняющим обязанности главного тренера «Спартака». В этом качестве руководил командой в двух гостевых матчах: с «Краснодаром» (0:4) и «Локомотивом» (0:0). 2 апреля был заявлен в качестве главного тренера. До конца сезона «Спартак» Дмитрия Гунько одержал три победы и потерпел четыре поражения. 31 мая контракт Гунько с клубом истёк.
После ухода с поста главного тренера «Спартака» работал спортивным директором Академии «Спартака», ставшей к тому времени носить имя Фёдора Черенкова, а 24 декабря 2015 года вновь возглавил молодёжную команду.
В январе 2017 года, в связи с уходом Евгения Бушманова в молодёжную сборную России, был назначен главным тренером «Спартака-2», где работал до окончания сезона 2017/18.
22 июня 2018 года было объявлено о назначении Гунько на пост главного тренера Академии «Спартака» по футболу им. Ф. Ф. Черенкова.
1 августа 2020 года был назначен главным тренером подмосковных «Химок», однако уже 21 сентября покинул пост после 8 матчей в чемпионате России — «Химки» занимали предпоследнее место, набрав 3 очка, а в 8-м туре уступили «Краснодару» со счётом 2:7.
5 ноября 2020 года возглавил клуб чемпионата Армении «Ноа». В сезоне 2020/21 привёл клуб к серебряным медалям в чемпионате. 9 июня 2021 года покинул «Ноа», расторгнув контракт по обоюдному согласию. 15 июня 2021 года возглавил клуб «Арарат-Армения». 30 мая 2022 года, после истечения срока контракта, покинул клуб. Под руководством Гунько команда заняла в сезоне 2021/22 второе место, набрав 74 очка и уступив одно очко «Пюнику».
27 июня 2022 года возглавил «Урарту». В должности главного тренера команды в марте 2023 года получил паспорт Армении. 13 мая 2023 года выиграл с «Урарту» Кубок Армении, в финале был обыгран «Ширак» (2:1). 2 июня 2023 года, за тур до конца, стал вместе с клубом чемпионом Армении. 3 июля 2023 года был признан лучшим тренером чемпионата Армении сезона 2022/23. 18 июня 2025 года контракт с «Урарту» был расторгнут по обоюдному согласию сторон.
18 июня 2025 года стал главным тренером тульского «Арсенала», выступающего в Первой лиге России.

## Достижения

### В качестве игрока
«Арсенал» (Тула)
- Победитель второго дивизиона ПФЛ: 2003 (зона «Запад»)

«Торпедо» (Владимир)
- Победитель второго дивизиона ПФЛ: 2004 (зона «Запад»)

### В качестве тренера
«Спартак» (Москва)
- Победитель молодёжного первенства России (3): 2008, 2010, 2012/13

«Ноа» (Ереван)
- Серебряный призёр чемпионата Армении: 2020/21

«Арарат-Армения» (Ереван)
- Серебряный призёр чемпионата Армении: 2021/22

«Урарту» (Ереван)
- Чемпион Армении: 2022/23
- Обладатель Кубка Армении: 2022/23

### Личные
- Лучший тренер сезона в чемпионате Армении: 2022/23[26]

## Статистика

### Клубная
| Клуб               | Сезон            | Лига | Лига | Кубки | Кубки | Итого | Итого |
| Клуб               | Сезон            | Игры | Голы | Игры  | Голы  | Игры  | Голы  |
| ------------------ | ---------------- | ---- | ---- | ----- | ----- | ----- | ----- |
| Спартак-2 (Москва) | 1997             | 35   | 0    | -     | -     | 35    | 0     |
| Спартак-2 (Москва) | 1998             | 35   | 2    | -     | -     | 35    | 2     |
| Спартак-2 (Москва) | Итого            | 70   | 2    | -     | -     | 70    | 2     |
| Тюмень             | 1999             | 42   | 0    | -     | -     | 42    | 0     |
| Тюмень             | Итого            | 42   | 0    | 0     | 0     | 42    | 0     |
| Спартак-Чукотка    | 2000             | 13   | 0    | -     | -     | 13    | 0     |
| Спартак-Чукотка    | Итого            | 13   | 0    | 0     | 0     | 13    | 0     |
| Арсенал (Тула)     | 2001             | 8    | 0    | -     | -     | 8     | 0     |
| Арсенал (Тула)     | 2002             | 33   | 2    | -     | -     | 33    | 2     |
| Арсенал (Тула)     | 2003             | 30   | 0    | -     | -     | 30    | 0     |
| Арсенал (Тула)     | Итого            | 71   | 2    | 0     | 0     | 71    | 2     |
| Торпедо (Владимир) | 2004             | 23   | 0    | -     | -     | 23    | 0     |
| Торпедо (Владимир) | 2005             | 12   | 0    | -     | -     | 12    | 0     |
| Торпедо (Владимир) | Итого            | 35   | 0    | -     | -     | 35    | 0     |
| Всего за карьеру   | Всего за карьеру | 251  | 4    | 0     | 0     | 251   | 4     |

### Тренерская статистика
| Клуб                  | Начало работы   | Окончание работы | Результаты | Результаты | Результаты | Результаты | Результаты | Результаты | Результаты | Результаты |
| Клуб                  | Начало работы   | Окончание работы | И          | В          | Н          | П          | МЗ         | МП         | РМ         | % побед    |
| --------------------- | --------------- | ---------------- | ---------- | ---------- | ---------- | ---------- | ---------- | ---------- | ---------- | ---------- |
| Спартак (Москва)      | 18 марта 2014   | 31 мая 2014      | 9          | 3          | 1          | 5          | 7          | 13         | −6         | 033,33     |
| Спартак-мол. (Москва) | 24 декабря 2015 | 24 января 2017   | 29         | 17         | 5          | 7          | 55         | 27         | +28        | 058,62     |
| Спартак-2 (Москва)    | 24 января 2017  | 31 мая 2018      | 52         | 16         | 14         | 22         | 67         | 79         | −12        | 030,77     |
| Химки                 | 1 августа 2020  | 21 сентября 2020 | 9          | 1          | 3          | 5          | 8          | 18         | −10        | 011,11     |
| Ноа                   | 5 ноября 2020   | 9 июня 2021      | 21         | 9          | 6          | 6          | 27         | 20         | +7         | 042,86     |
| Арарат-Армения        | 15 июня 2021    | 2 июня 2022      | 35         | 24         | 6          | 5          | 59         | 23         | +36        | 068,57     |
| Урарту                | 27 июня 2022    | 17 июня 2025     | 119        | 66         | 22         | 31         | 225        | 141        | +84        | 055,46     |
| Арсенал (Тула)        | 18 июня 2025    | н. в.            | 0          | 0          | 0          | 0          | 0          | 0          | +0         | —          |
| Всего                 | Всего           | Всего            | 274        | 136        | 57         | 81         | 448        | 321        | +127       | 049,64     |